# Yüce
Yüce ist ein türkischer männlicher und weiblicher Vorname sowie Familienname. Yüce bedeutet „hoch“ oder „erhaben“.

## Namensträger

### Familienname
- İhsan Yüce (1930–1991), türkischer Schauspieler, Drehbuchautor und Regisseur
- Merter Yüce (* 1985), türkischer Fußballspieler
- Sedat Yüce (* 1976), türkischer Sänger und Trompeter
- Uğurcan Yüce (1947–2015), türkischer bildender Künstler